# Ida
 For alternative betydninger, se IDA. (Se også artikler, som begynder med IDA)
Ida er et pigenavn, der stammer fra oldhøjtysk "Ita", som er en kortform til flere navne, der starter på "Id-" som betyder arbejde. I Danmark bærer omkring 15.000 personer navnet ifølge Danmarks Statistik.
Selvom der ikke kan påvises nogen forbindelse, så var det ifølge græsk mytologi på Kreta på bjerget Ida, at den græske gud Zeus blev født.

## Kendte personer med navnet
- Ida Auken – dansk politiker
- Ida Brun – dansk sangerinde og danser
- Ida Corr, dansk sanger.
- Ida Davidsen, dansk smørrebrødsjomfru.
- Ida Dwinger, dansk skuespiller.
- Ida From, dansk forfatter.
- Ida Jessen, dansk forfatter.
- Ida Lupino, amerikansk skuespiller og filminstruktør.
- Ida Østergaard Madsen, dansk sanger og vinder af X Factor 2012
- Ida Wohlert, dansk journalist på TV 2 NEWS.

## Navnet anvendt i fiktion
- Ida er en af hovedpersonerne i tv-serien Krøniken. Hun spilles af Anne Louise Hassing.
- Ida er navnet på Emils lillesøster i Astrid Lindgrens fortællinger om Emil fra Lønneberg.
- Den lille Idas blomster er en fortælling af H.C. Andersen fra 1835.
- Ida er navnet på hovedpersonen i filmen Klatretøsen fra 2002.